# ビルバドラ・シャハ
ビルバドラ・シャハ（Birbhadra Shah、生年不詳 - 1697年頃）は、ネパール、ゴルカ王国の王太子。第8代君主プリトビパティ・シャハの息子、第9代ナラ・ブーパール・シャハの父にあたる。

## 生涯
ゴルカ王プリトビパティ・シャハの息子として誕生した。長子であったため、誕生時から王太子であった。
だが、ビルバドラは父プリトビパティに先立つ形で、1697年頃にパシュパティナートへの巡礼からの帰還中に死亡した。
1716年、プリトビパティが死亡すると、ビルバドラの長子ナラ・ブーパール・シャハが王位を継承した。